# Omid Ebrahimi
Omid Ebrahimi Zarandini (en persa: امید ابراهیمی زرندینی‎; Zarandin-e Sofla, Mazandarán, 15 de septiembre de 1987) es un futbolista iraní que juega en la demarcación de centrocampista para el Al-Shamal S. C. de la Liga de fútbol de Catar.

## Selección nacional
Hizo su debut con la selección de fútbol de Irán el 9 de diciembre de 2012 en un encuentro contra Arabia Saudita que finalizó con un resultado de empate a cero para el campeonato de la Federación de Fútbol de Asia Occidental. Además llegó a disputar diez partidos de la clasificación para la Copa Mundial de Fútbol de 2018.

## Clubes
| Club                      | País    | Año       | Partidos | Goles |
| ------------------------- | ------- | --------- | -------- | ----- |
| Bank Melli FC             | Irán    | 2006-2009 |          |       |
| FC Shahrdari Bandar Abbas | Irán    | 2009-2010 | 26       | 6     |
| Sepahan FC                | Irán    | 2010-2014 | 118      | 8     |
| Esteghlal FC              | Irán    | 2014-2018 | 128      | 30    |
| Al-Ahli                   | Catar   | 2018-2019 | 21       | 4     |
| K. A. S. Eupen (cedido)   | Bélgica | 2019-2020 | 20       | 0     |
| Al-Ahli                   | Catar   | 2020-2021 | 30       | 4     |
| Al-Wakrah S. C.           | Catar   | 2021-2023 | 44       | 7     |
| Al-Shamal S. C.           | Catar   | 2023-     | 51       | 2     |